# … und ewig bleibt die Liebe
… und ewig bleibt die Liebe ist ein deutscher Spielfilm aus dem Jahr 1954 unter der Regie von Wolfgang Liebeneiner. Ulla Jacobsson und Karlheinz Böhm spielen die Hauptrollen in dieser Geschichte, die auf dem Schauspiel Johannisfeuer von Hermann Sudermann beruht. Der Stoff wurde bereits 1916 und 1939 verfilmt.

## Handlung
Georg Hartwig wächst bei dem Gutsherrn Heinrich Vogelreuther und seiner Frau Minchen zusammen mit deren Tochter Trude und der an Kindes statt angenommenen Marieke auf. In Kürze soll die Hochzeit zwischen ihm und Trude stattfinden. Das junge Paar will eine Wohnung in Bremen beziehen, die von Marieke hergerichtet worden ist. Gerade ist sie am frühen Morgen mit dem Zug zurück nach Exten gekommen, als sie auf dem Weg nach Hause von einer älteren schlampig aussehenden Frau angesprochen wird und nach einem kurzen Wortwechsel offensichtlich erregt davonläuft. Georg sieht sie noch aus der Ferne, ohne dass sie ihn bemerkt. Beim Frühstück will Vogelreuther von Marieke wissen, ob sie von jemandem angesprochen worden ist, worauf die junge Frau erwidert, ja, von einem Mann. Vogelreuther hat von seinem Verwalter Plötz erfahren, dass „die Elster“, wie sie genannt wird, da sie klaut wie eine solche, nach acht Jahren wieder aus dem Gefängnis entlassen worden ist. Der Gutsherr will nicht, dass sie Kontakt mit Marieke aufnimmt. 
Etwas später, als Marieke und Trude im Garten handarbeiten, kommt Georg dazu. Marieke schickt Trude unter einem Vorwand weg und erzählt Georg dann, dass sie zwischen seinen Büchern zwei an sie adressierte Liebesbriefe gefunden habe. Dann lässt sie Georg wissen, dass nicht ein Mann sie abgefangen habe, sondern „die Elster“ und sie wisse schon lange, dass das ihre Mutter sei. Georgs zaghafte Versuche, ihr das auszureden, wehrt sie ab. Inständig bittet sie ihn, „die Elster“ am Abend, wenn die Eltern fort seien, in den Garten zu bringen, sie müsse unbedingt mit ihr sprechen. Obwohl sich in Georg etwas dagegen sträubt, will er Marieke diesen Wunsch erfüllen, nimmt aber Abstand davon, als er Zeuge davon wird, wie tief diese Frau bereits gesunken ist. 
Wieder einmal kann es sich Georgs Ziehvater nicht verkneifen, ihn darauf hinzuweisen, dass er ihm alles verdanke, als der junge Mann ihm darlegt, dass er in Zukunft frei und unabhängig leben möchte und durchaus in der Lage sei, für sich und seine zukünftige Frau allein zu sorgen. Unmissverständlich macht er Georg klar, dass er auch in Zukunft ein Auge auf ihn haben werde, um gegebenenfalls eingreifen zu können. Auch mit einer Spitze auf Georgs leiblichen Vater und seine Leichtsinnigkeit hält er nicht zurück. Aufgewühlt und verletzt durch das Gespräch, entschließt sich Georg nun doch dazu, „die Elster“ mit Marieke zusammenzubringen. Sie bewundert Mariekes Seidentuch, das große Haus und den Wohlstand, in dem sie lebt, lässt jedoch jede mütterliche Regung und jedes Interesse für Marieke selbst vermissen, was die junge Frau sehr schmerzt. Sie stiehlt bei dieser Gelegenheit sogar Seidenwäsche und Kerzenleuchter, als Marieke kurz das Zimmer verlässt, um ihr den erbetenen Schnaps zu holen. Sie wollte nur mit Marieke sprechen, weil sie eine Hochzeitseinladung für sich herausschlagen wollte. Marieke bemerkt, dass ihre Mutter die Familie bestohlen hat und veranlasst sie, alles zurückzugeben. Dann gibt sie ihr einen größeren Geldschein. Nachdem sie gegangen ist, bleibt Marieke zutiefst verletzt zurück. Georg ist für sie da und nimmt sie tröstend in seine Arme. Er wisse schon längst, dass sie zusammengehören würden, bekundet er und ergänzt: „Wir werden immer an diesen Tag, den Tag vor Johannis zurückdenken.“ 
Aber auch die noch sehr kindliche Trude hat bemerkt, dass zwischen ihr und Georg etwas nicht in Ordnung ist. In ihrer Naivität grübelt sie darüber nach, ob Georg eine Freundin in der Stadt habe. In einem Gespräch mit ihren Eltern und dem Hilfsprediger Haffke, der Marieke heimlich liebt, spricht sie über ihre Zweifel und ihre Sorge, zu dumm für Georg zu sein und ihn nicht glücklich machen zu können.  
Auf dem Hof werden schon am Vortag überall Vorbereitungen für das Johannisfest getroffen. Und dann kommt die Johannisnacht, die Nacht in der fast alles erlaubt ist. Musik erschallt, man tanzt, ist fröhlich zusammen und die jungen Leute springen übers Feuer. Der Hilfsprediger gesteht Marieke seine Liebe und man beschließt, die Verlobung bekanntzugeben, sobald die Hochzeit von Georg und Trude vorbei ist. Am nächsten Morgen will Marieke noch ein letztes Mal nach Bremen fahren und Georg soll sie auf Wunsch Vogelreuthers zur Bahn bringen. In dieser Nacht kommt es zur Aussprache zwischen beiden, an deren Ende sie sich gegenseitig ihre Liebe gestehen. Mit den Worten: „Meine Mutter stiehlt, ich stehle auch!“ stürzt sich Marieke in Georgs Arme. Am nächsten Tag steht die Hochzeit an, Georg jedoch ist nach der Nacht mit Marieke fest entschlossen, Trude nicht zu heiraten. Auch Marieke zieht ihr Versprechen gegenüber Haffke zurück und will zusammen mit Georg fortgehen. Gerade als Georg mit seinem Ziehvater sprechen will, platzt der Verwalter in das Gespräch hinein, um mitzuteilen, dass „die Elster“ erneut beim Stehlen erwischt sei und man sie gleich festnehmen werde. Als Marieke vom Fenster aus sieht, wie ihre Mutter abgeführt wird, weiß sie plötzlich, dass sie nicht mit Georg fortgehen kann, und verhindert im letzten Augenblick, dass dieser sich Vogelreuther gegenüber offenbart. Aber auch ein letztes großes Opfer bleibt ihr nicht erspart, als sie die stark verunsicherte Trude beruhigen muss, die sie inständig bittet, ihr zu sagen, ob Georg eine andere liebe. „Es gibt keine andere, er liebt nur dich“, beruhigt sie die junge Frau. Als Georg und Trude sich etwas später das Jawort geben, verlässt Marieke, nur vom Hilfsprediger bemerkt, die Kirche.

## Produktion und Hintergrund
Die Filmaufnahmen entstanden im Berliner Union-Film Studio in Tempelhof sowie auf Gut Dankersen in Rinteln. Die Bauten stammen von Willi A. Herrmann, Heinrich Weidemann und Peter Schlewski, die Kostüme von Walter Kraatz. Kurt Ulrich, Heinz Willeg und Karl Mitschke fungierten als Produktionsleiter.
Es handelt sich um eine Berolina Filmproduktion im Verleih von Constantin Film, die am 13. August 1954 Premiere im Kino in Hannover feierte. In Österreich lief der Film unter dem Titel Johannisfeuer.
Johannisfeuer wurde erstmals 1916 unter der Regie des deutsch-amerikanischen Kinopioniers Siegmund Lubin unter dem Titel Flames of Johannis verfilmt. 1939 nahm sich Arthur Maria Rabenalt unter dem Originaltitel Johannisfeuer des Stoffes an. Anna Dammann, Ernst von Klipstein, Otto Wernicke, Gertrud Meyen, Maria Koppenhöfer und Hans Brausewetter waren in den Hauptrollen besetzt.
Friedemann Beyer befasste sich in seiner Biografie über Karlheinz Böhm auch mit … und ewig bleibt die Liebe und war der Ansicht, dass man Liebeneiners 1954 entstandenen Film schon durch seinen Kolportagestil nicht an Rabenalts Vorkriegsverfilmung messen könne, er besitze aber soviel Zeitbezug, dass er dadurch zum Dokument werde. Zur Zeit als der Film ins Kino kam, habe es Millionen von Heimatvertriebenen oder Waisen gegeben, die „unter den Spätfolgen des Krieges zu leiden hatten“. Unter diesem Aspekt sei die Geschichte von „entwurzelten Menschen, die sich nach Ordnung sehnen und dabei mit ihren Leidenschaften in Konflikt geraten,“ nachvollziehbar.
Lieder im Film: (es spielt das Orchester Egon Kaiser, Gesang: Horst Winter)
- … und ewig bleibt die Liebe, Text H. H. Henning, Musik: Franz Molin
- In Ewigkeit, gesungen von Horst Winter unter Mitwirkung von Marieke und Trude
- Das ist der Tag des Herrn, gesungen vom Männergesangverein
- Schön ist die Jugend, gesungen vom Frauenchor
- So nimm denn meine Hände, gesungen in der Kirche

Der Film ist bisher nur auf VHS erschienen (Atlas Verlag Video).

## Kritik
Das Lexikon des Internationalen Films sprach von einem „effektvoll konstruierte[n] Liebesdrama, das sich wie die Bühnenvorlage unter der naturalistischen Verpackung als dünnblütige Kolportage entpupp[e]“.
Cinema befand, dass der Regisseur es „schmachten“ lasse und zog das Fazit: „Kitschiger Herzschmerzreigen“.
Kino.de sprach von einem „einfühlsam inszenierte[n] Liebesfilm“.
Friedemann Beyer stellte auf die Unterordnung der Hauptfiguren um den Preis des privaten Glücks ab, wo eine „Selbstverwirklichung in Freiheit“, dem Sicherheitsdenken geopfert werde und meinte, mit dieser „unterschwelligen Aussage [sei] … und ewig bleibt die Liebe ein Film, der vorzüglich zur restaurativen Geisteshaltung der jungen Bundesrepublik“ passe.